# Maria Hengstberger
Maria Hengstberger (* 2. August 1941 in Wien) ist eine österreichische Ärztin und Entwicklungshelferin.

## Leben
Sie wurde als Tochter von Helene und Richard Bachbauer geboren. Ihr Medizinstudium absolvierte sie an der Universität Wien und promovierte 1967. Im Jahre 1966 heiratete sie den Chemiker Herbert Hengstberger. Ihre Tochter Monika wurde im Jahre 1969 geboren. Maria Hengstberger ist selbständige, niedergelassene Fachärztin für Gynäkologie und Geburtshilfe. Sie war von 1985 bis 1988 ärztliche Leiterin der Privatklinik Wien West. 
Im Jahre 1989 gründete sie den Verein „Aktion Regen“. Dieser Verein hat das Ziel, armen Menschen in Entwicklungsländern auf medizinischem Gebiet zu helfen und ihnen das Wissen für eine eigenverantwortliche Familienplanung zu vermitteln.
Nachdem sie einige Jahre als Ärztin gearbeitet hatte, wurde sie gebeten, beim Aufbau einer Klinik in Äthiopien zu helfen. Dort lernte sie viele Frauen mit acht und mehr Kindern kennen und stellte fest, dass diese Frauen nicht wussten, wie sie weitere Geburten vermeiden konnten. Kaum eine der Frauen hatte genug Geld für die Antibabypille oder für Kondome. Als Maria Hengstberger bemerkte, dass selbst die ärmsten Frauen Ketten um den Hals trugen, entstand die Idee der Geburtenkontrollkette.

## Geburtenkontrollkette

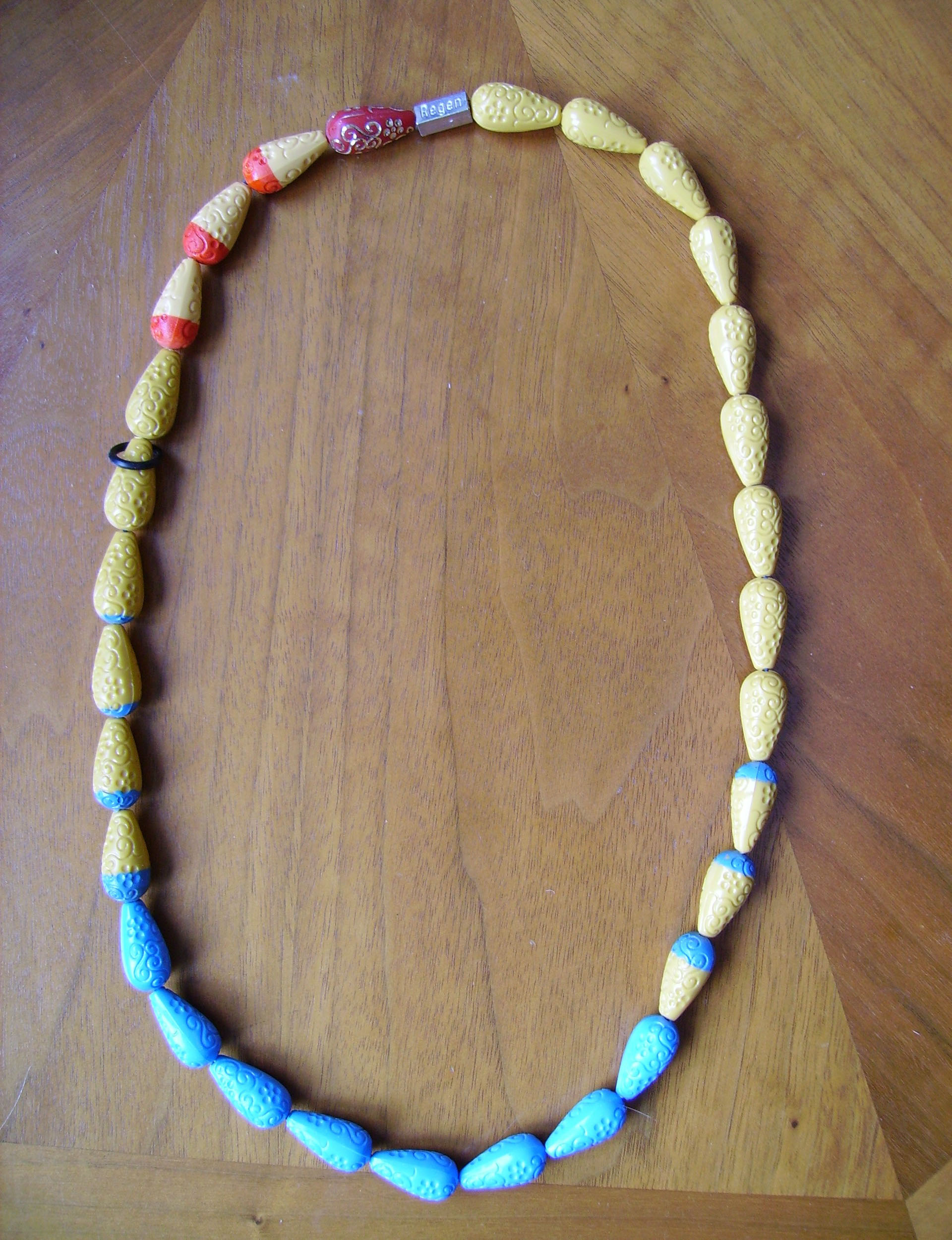
Geburtenkontrollkette

Diese Kette stellt einen Menstruationskalender dar. Sie besteht aus 30 tropfenförmigen Perlen. Sie haben verschiedene Farben und jede einzelne stellt einen Tag im Menstruationszyklus der Frau dar. Ein kleiner Gummiring wird täglich von einer Perle weiter auf die nächste geschoben. Durch die Tropfenform lässt er sich nur in eine Richtung, vom schmalen über das breite Ende der Perle schieben. So ist ein Richtungswechsel ausgeschlossen.
Am Beginn steht eine rote Perle. Sie kennzeichnet den ersten Tag der Menstruationsblutung. Von dieser Perle ausgehend, wird der Gummiring auf der Geburtenkontrollkette verschoben.
Durch kleine rote Markierungen auf gelben Perlen wird die durchschnittliche Anzahl der Tage der Menstruation gekennzeichnet.
Gelbe Perlen bedeuten unfruchtbare Tage. Die gelbe Farbe symbolisiert den unfruchtbaren gelben Wüstensand. Blaue Perlen bedeuten fruchtbare Tage. Das Blau steht für Wasser und Fruchtbarkeit. 
Zwischen den fruchtbaren und den unfruchtbaren Tagen gibt es eine Übergangsphase. In dieser Übergangsphase ist eine Schwangerschaft unwahrscheinlich, jedoch nicht unmöglich. Diese mögliche fruchtbare Zeit wird durch unterschiedliche blaue Markierungen auf den gelben Perlen gekennzeichnet. So können die Frauen leicht feststellen, in welcher Phase ihres Zyklus sie sich befinden. Zu Beginn der nächsten Menstruation wird der Gummiring wieder an den Anfang geschoben.
Die Kette funktioniert nach dem Prinzip der Knaus-Ogino-Verhütungsmethode, deren Pearl-Index bei 5–9 liegt und die heute aufgrund ihrer Unzuverlässigkeit nicht mehr zur Familienplanung empfohlen wird.
Hengstberger hat die Kette nicht patentieren lassen, in den USA wurde sie jedoch von Dritten patentiert.
Inzwischen wird die Geburtenkontrollkette in verschiedenster Art nachgebaut. In den Entwicklungsländern sieht man sie eher in materieller Form, aus Glas oder Holz, während sie in den Industrieländern im Internet, in der virtuellen Form des Eisprungrechners vorkommt.
Hengstberger hat die Kette selbst ebenfalls weiterentwickelt. Die Perlen für die fruchtbaren Tage sind nun in einer an Babys erinnernden Form, um die Verständlichkeit noch weiter zu fördern. Daher wird die Geburtenkontrollkette nun auch als „Babykette“ bezeichnet.

## Auszeichnungen
- 2000 Two Wings Award
- 2006 den mit 20.000 Euro dotierten Siemens Spin the Globe! Award
- 2012 Liese-Prokop-Frauenpreis
- 2022 Goldenes Ehrenzeichen für Verdienste um das Bundesland Niederösterreich

## Werke
- Wasser an die Wurzeln. Tagebuch. Als Ärztin in Äthiopien. Verein f. Entwicklungshilfe „Aktion Regen“, Wien 1990; ISBN 3-901145-00-1
- Mein Weg durch Indien. Reisetagebuch. Verein für Entwicklungshilfe „Aktion Regen“, Wien 1993; IDN 955005175
- Gynäkologie von Frau zu Frau. Fragen, Antworten und Ratschläge. Springer, Wien / New York 2005 / 2007 (2. A.); ISBN 3-211-70832-4